# The Best of Kiss, Volume 1: The Millennium Collection
The Best of Kiss, Volume 1: The Millennium Collection, samlingsalbum med rockgruppen Kiss, utgivet 5 augusti 2003.

## Låtlista
1. Strutter
2. Deuce
3. Hotter Than Hell
4. C'mon And Love Me
5. Rock And Roll All Nite (live)
6. Detroit Rock City
7. Beth
8. Hard Luck Woman
9. Calling Dr. Love
10. Love Gun
11. Christine Sixteen (felstavad "Christeen Sixteen")
12. I Was Made For Lovin' You